# Panaxia principalis
Panaxia principalis là một loài bướm đêm thuộc phân họ Arctiinae, họ Erebidae.